# The Unfinished Dance
The Unfinished Dance é um filme de comédia dramática estadunidense de 1947 dirigido por Henry Koster e estrelado por Margaret O'Brien e Cyd Charisse. É um remake do filme francês Bailarina de 1937, baseado em um conto de Paul Morand.

## Elenco
- Margaret O'Brien como "Meg" Merlin
- Cyd Charisse como Mlle. Ariane Bouchet
- Karin Booth como Lady Anna La Darina
- Danny Thomas como Sr. Paneros
- Esther Dale como Olga
- Thurston Hall como Sr. Ronsell
- Harry Hayden como Murphy
- Mary Eleanor Donahue como Josie
- Connie Cornell como Phyllis
- Ruth Brady como Miss Merlin
- Charles Bradstreet como Fred Carleton
- Ann Codee como Mme. Borodin
- Gregory Gay como Jacques Lacoste